# رانگسدورف
رانگسدورف (به آلمانی: Rangsdorf) یک شهر در آلمان است که در تلتو-فلمینگ واقع شده‌است. رانگسدورف ۹٬۷۴۵ نفر جمعیت دارد.

## خواهرخوانده
شهرهای لیشتناو (وستفالن)، Pieniężno و Fardella, Basilicata خواهرخوانده‌های رانگسدورف هستند.